# Nations Cup 2011
La Nations Cup del 2011 fue la 6.ª edición del torneo y la 5ª disputada en Rumania. Estuvo organizado por la International Rugby Board (IRB) hoy World Rugby del 10 al 19 de junio, el título se lo llevó Southern Kings, un equipo de Puerto Elizabeth, Sudáfrica. Los partidos se llevaron a cabo en el Stadionul Arcul de Triumf de Bucarest, Rumania.

## Equipos participantes
- Selección de rugby de Argentina A (Jaguares)
- Selección de rugby de Georgia (Los Lelos)
- Selección de rugby de Namibia (Welwitschias)
- Selección de rugby de Portugal (Los Lobos)
- Selección de rugby de Rumania (Los Robles)
- Southern Kings (South African Kings)

## Posiciones[2]
| Pos. | Equipo         | Encuentros | Encuentros | Encuentros | Encuentros | Tantos  | Tantos    | Tantos     | Puntos Bonus | Puntos Totales |
| Pos. | Equipo         | jugados    | ganados    | empatados  | perdidos   | a favor | en contra | diferencia | Puntos Bonus | Puntos Totales |
| ---- | -------------- | ---------- | ---------- | ---------- | ---------- | ------- | --------- | ---------- | ------------ | -------------- |
| 1    | Southern Kings | 3          | 3          | 0          | 0          | 97      | 52        | + 45       | 1            | 13             |
| 2    | Georgia        | 3          | 2          | 0          | 1          | 54      | 62        | - 8        | 0            | 8              |
| 3    | Jaguares       | 3          | 1          | 0          | 2          | 71      | 52        | + 19       | 3            | 7              |
| 4    | Namibia        | 3          | 1          | 0          | 2          | 58      | 59        | - 1        | 2            | 6              |
| 5    | Rumania        | 3          | 1          | 0          | 2          | 49      | 75        | - 26       | 1            | 5              |
| 6    | Portugal       | 3          | 1          | 0          | 2          | 60      | 89        | - 29       | 1            | 5              |

Nota: Se otorgan 4 puntos al equipo que gane un partido y 2 al que empate
Puntos Bonus: 1 punto por convertir 4 tries o más en un partido y 1 al equipo que pierda por no más de 7 tantos de diferencia

## Resultados

### Primera fecha
| 10 de junio 17:00 | Rumania | 13 - 11 | Namibia |                            |                            |
|                   |         | Reporte |         | Árbitro(s): Pascal Gaüzère | Árbitro(s): Pascal Gaüzère |

| 10 de junio 19:00 | Georgia | 17 - 31 | Southern Kings |                           |                           |
|                   |         | Reporte |                | Árbitro(s): Jérôme Garcès | Árbitro(s): Jérôme Garcès |

| 10 de junio 21:00 | Portugal | 25 - 21 | Jaguares |                          |                          |
|                   |          | Reporte |          | Árbitro(s): Andrew Small | Árbitro(s): Andrew Small |

### Segunda fecha
| 15 de junio 17:00 | Georgia | 14 - 13 | Jaguares |                            |                            |
|                   |         | Reporte |          | Árbitro(s): Pascal Gaüzère | Árbitro(s): Pascal Gaüzère |

| 15 de junio | Rumania | 23 - 27 | Southern Kings |                          |                          |
|             |         | Reporte |                | Árbitro(s): Andrew Small | Árbitro(s): Andrew Small |

| 15 de junio 21:00 | Portugal | 23 - 29 | Namibia |                           |                           |
|                   |          | Reporte |         | Árbitro(s): Jérôme Garcès | Árbitro(s): Jérôme Garcès |

### Tercera fecha
| 19 de junio | Portugal | 12 - 39 | Southern Kings |                            |                            |
|             |          | Reporte |                | Árbitro(s): Pascal Gaüzère | Árbitro(s): Pascal Gaüzère |

| 19 de junio 19:00 | Georgia | 23 - 18 | Namibia |                          |                          |
|                   |         | Reporte |         | Árbitro(s): Andrew Small | Árbitro(s): Andrew Small |

| 19 de junio 21:00 | Rumania | 13 - 37 | Jaguares |                           |                           |
|                   |         | Reporte |          | Árbitro(s): Jérôme Garcès | Árbitro(s): Jérôme Garcès |

| Bandera de Sudáfrica   |
| Campeón Southern Kings |
| Primer título          |